# 第二次世界大戰空戰

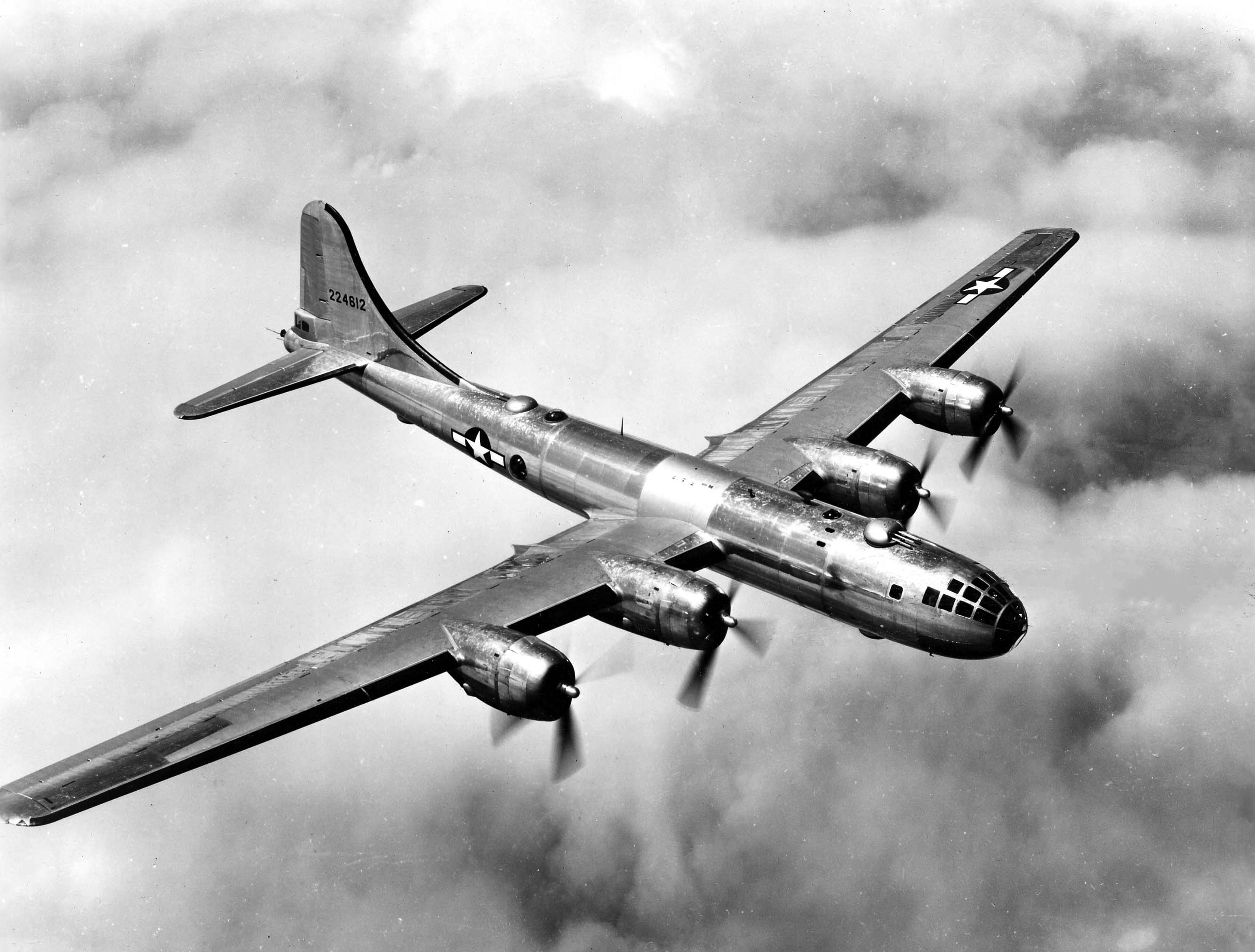
B-29轟炸機

空戰是第二次世界大戰的主要內容之一，空襲目標包含劇院與學校。德國和日本緊密依賴陸軍和海軍一體化的空中力量，他們低估戰略轟炸機的優勢。相比之下，英國和美國極力強調戰略轟炸，在小範圍運用空運戰術控制戰場與防空系統。它們都建立在大型遠程轟炸機可以攜帶武器攻擊敵人的戰略。同時，他們建立戰術空中力量，可以贏得空中優勢，協助地面部隊作戰。強大的海軍與航空母艦是空戰的核心。

## 歷史

### 歐洲戰事

#### 德國閃電戰

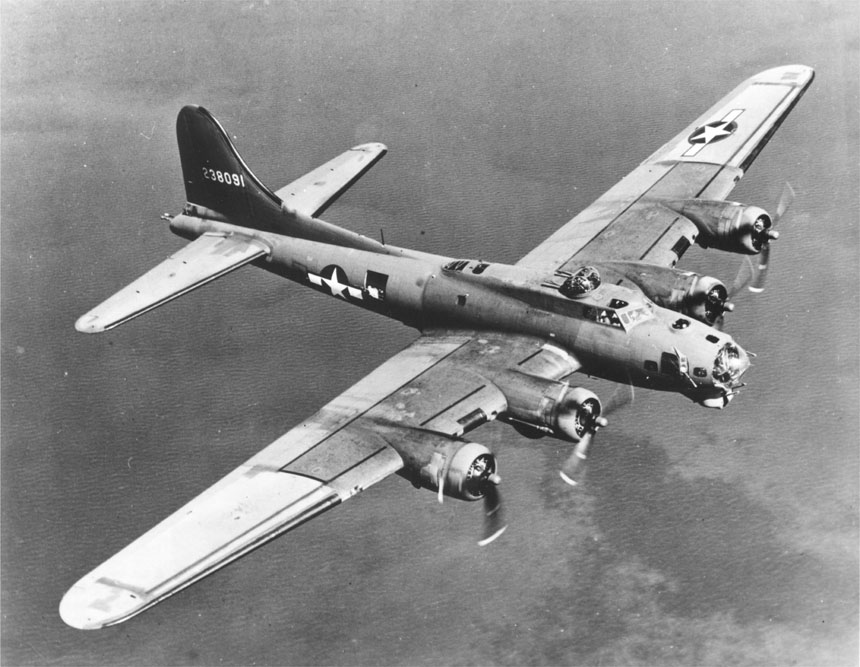
B-17轟炸機

第二次世界大戰歐洲戰場在德國入侵波蘭時展開了序幕，德國空軍的首要目的就是獲得波蘭的制空權來支持他們閃電戰行動中的地面部隊。德國空軍將西班牙內戰學習的經驗第一次運用在大規模戰爭上。
1939年在行動代號白色方案中，兩支德國空中集團軍（Air Fleet）參與攻擊波蘭。在戰爭的首幾個小時，德軍已經成功利用俯衝轟炸機摧毀重要地面目標。這是第二次世界大戰的第一次攻擊。同樣地在戰爭最初的幾個小時，偉倫市（Wieluń）的四分之三的地方被炸毀，1200名平民被殺。

#### 不列顛戰役
1940年7月10日，納粹德國對英国發動的大規模空戰，是第二次世界大戰中規模最大的空戰，同屬大英國協的紐西蘭、加拿大、澳大利亞、南非、愛爾蘭、牙買加、斯里蘭卡、南羅德西亞等國的空勤人員也投入英軍；許多被納粹德國佔領的歐洲國家，包括波蘭、比利時、捷克斯洛伐克、法國等撤至英國的空軍，也加入了保衛英國的行列；當時屬於中立的美國也有志願者組成雄鷹中隊與英國併肩作戰。同屬軸心國的義大利，則派出「空軍軍團」（Corpo Aereo Italiano）與德國空軍一起戰鬥。
不列顛戰役在1941年10月12日以德国的失败告终，由於損失過多的戰機和飛行員，又無法取得英倫海峽的制空權優勢，更無法藉由空襲瓦解英國的地面和海軍戰力，德國不得不放棄入侵英國的作戰計劃。

#### 柏林轟炸
英國皇家空軍對德國城市的襲擊開始於1940年5月12日晚上，由35架轟炸機攻擊門興格拉德巴赫。不久，他們重複攻擊德國城鎮，單單襲擊柏林已經多達八次。德軍以9月7日對倫敦襲擊及11月15日對Coventry攻擊來報復。1940年末，英國皇家空軍開始發動十分大規模的攻擊，雖然未作地面攻擊，但地毯式轟炸造成許多平民死亡。當法國被德國佔領後，英國在歐洲大陸沒法進行軍事活動，空中突擊成了唯一攻擊德國的方法。

### 汉堡轰炸

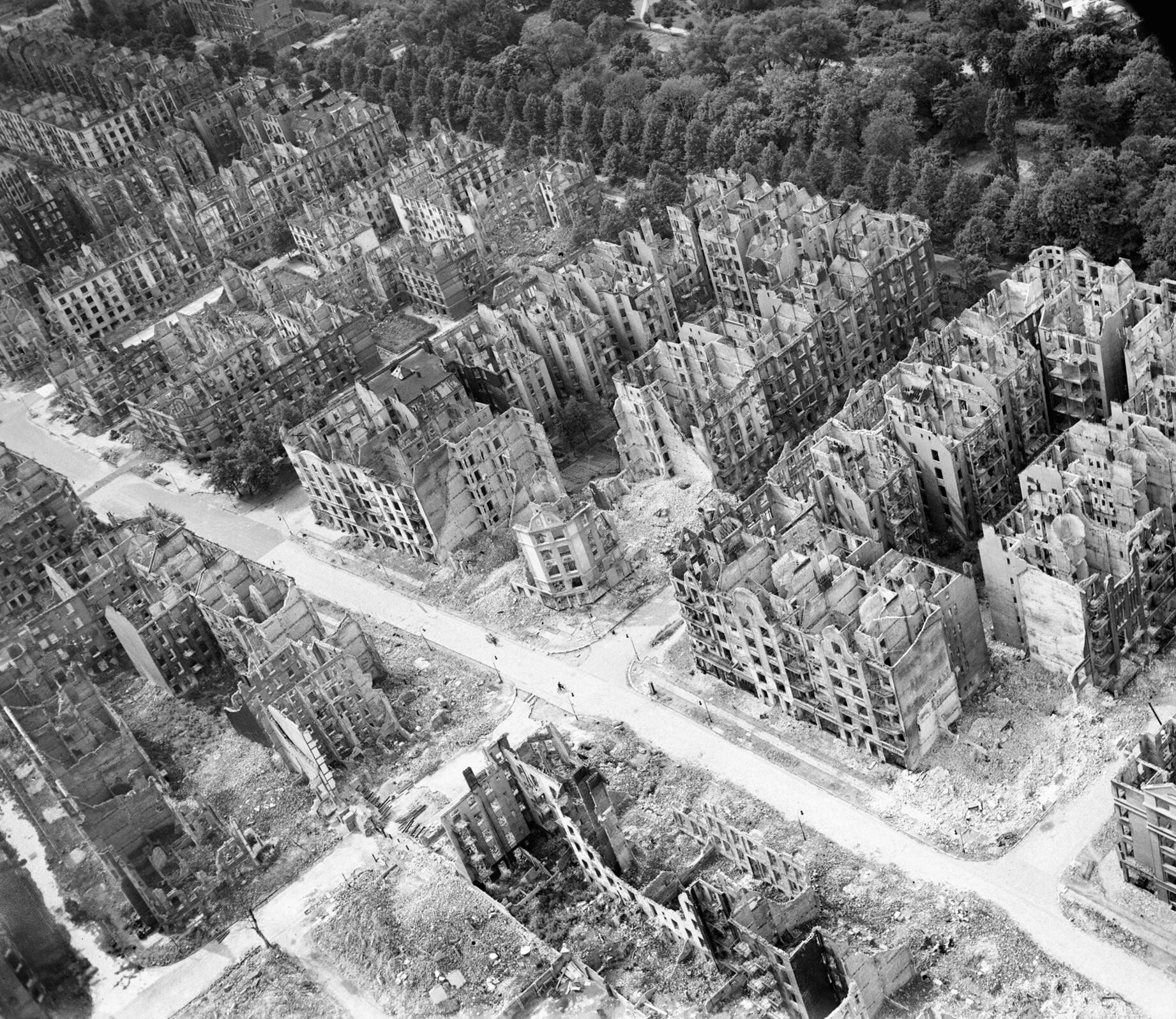
战后的汉堡

1943年7月24日开始到8月3日，英国皇家空军發動蛾摩拉行动（Operation Gomorrah），对德国第二大城市，重要港口和工业中心汉堡进行的多次猛烈轰炸。汉堡轰炸造成至少50,000人死亡，其中大部分是平民，摧毁房屋25万栋，城市一半以上被摧毁，致使100万平民无家可归。

### 太平洋戰事

#### 太平洋的空中戰爭

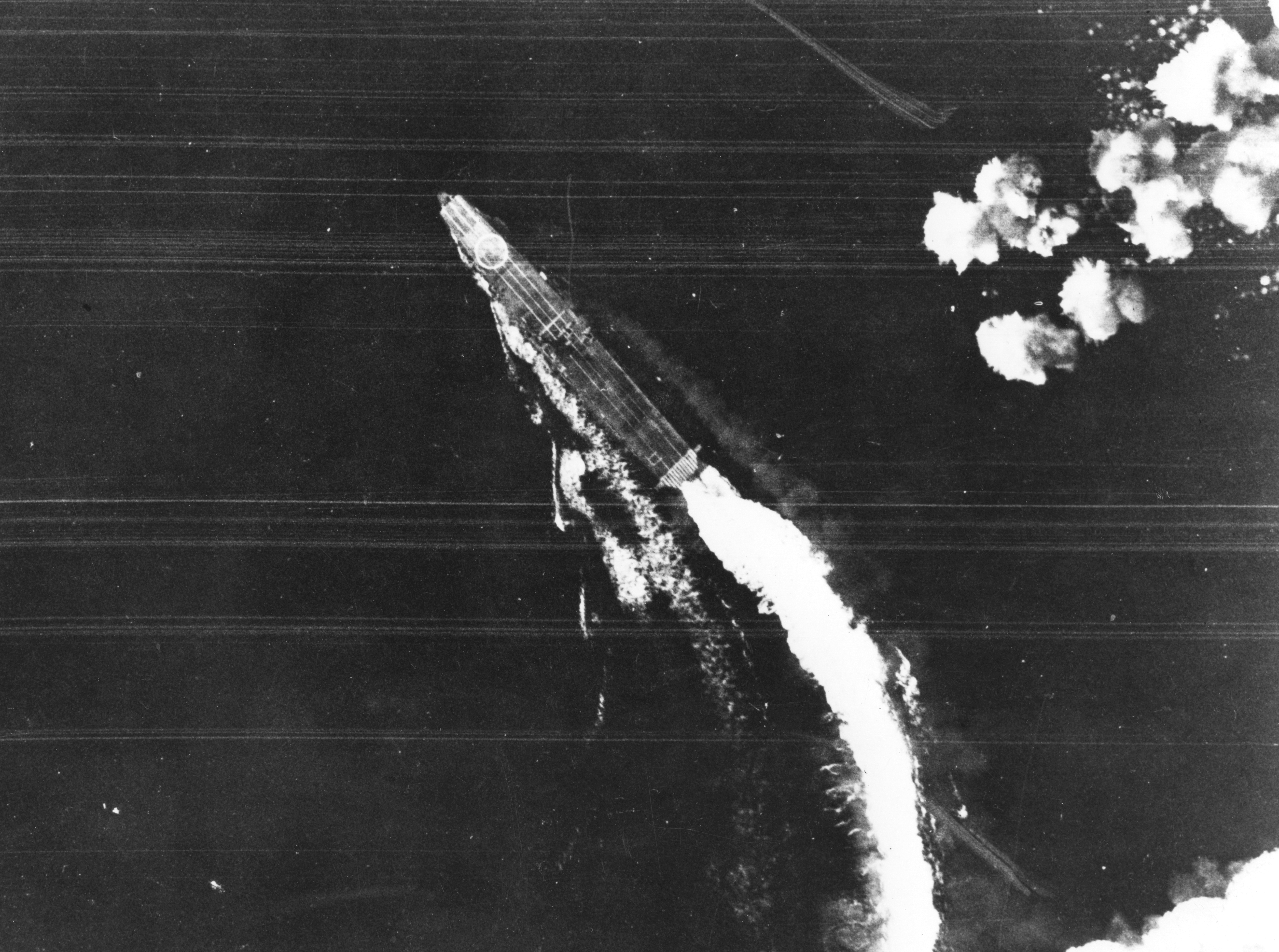
日軍航空母艦飛龍號遭到美國 B-17 型轟炸機轟炸

在太平洋戰爭中，空中戰爭徹底改變了海上戰爭的方式，利用大量的空降方式把戰爭延伸到大小湖泊與河流。因為很多戰區深入熱帶雨林，調動軍隊及重型武器十分困難。日本與美國維持大量的航空母艦以使當目標還未消失前快速派遣飛機攻擊目標。這種策略就是參考了偷襲珍珠港的模式。魚雷轟炸機已經可以作遠程攻擊而艦炮越來越笨重，戰艦、巡洋艦慢慢失去了他們的意義。
1942年5月的珊瑚海戰役中，第一次有航空母艦參與海戰，雙方艦隊第一次在視線距離外進行海戰，第一次雙方戰艦沒向敵軍戰艦開火。後來，美日的航空母艦於一個月後在中途島再次相遇。由於在航空母艦的調配有所分別，雙方馬上認識到航空母艦的軍事價值。日本雖然派出6艘航空母艦，但只有4艘航空母艦、11艘戰艦、16艘巡洋艦、53艘驅逐艦及248架戰機參與戰鬥，最終日軍被3艘美國航空母艦、15艘驅逐艦及360架戰機所擊敗。自此之後，日本海軍在太平洋失去海上優勢。

#### 對中國的轟炸
1938年2月18日起至1943年8月23日，日本对中國陪都重庆进行长达5年半的战略轰炸。据不完全统计，在這5年間日軍對重慶實施218次戰略轟炸，中國方面則指控日軍實施9513架次、空襲重慶及周邊兩百餘次；造成重慶死於轟炸者10,000以上，超過17,600幢房屋被毀，市區大部份繁華地區被破壞。日本對重慶實施的空襲，是由日本陆、海军航空队联合进行无差别轰炸，是繼德國在1937年4月西班牙內戰中對格爾尼卡平民實施轟炸之後，歷史上最先實行的戰略轟炸，其目的是希望透過製造大量平民殺傷，以瓦解對方抵抗的士氣。

#### 對日本的轟炸
自從太平洋戰爭爆發後，美軍開始空襲日本，但是效果十分有限。1942年，美國陸軍航空隊的中型B-25轟炸機從海軍的航空母艦上起飛，對東京展開了杜立德空襲，這是美國第一次對日本本土的轟炸行動。B-29超級堡壘轟炸機在1944年開始服役，增加美軍空襲的實力。盟軍從1944年6月至1945年1月間實施馬特洪峰行動，目的以日本在中國及東南亞的基地來進行戰略轟炸。馬特洪峰行動的效果並不顯著，主要受到機械問題、不良天氣及後勤補給困難所致。B-29轟炸機曾經短暫使用中國的機場轟炸日本。
1944年11月，馬里亞納群島及帛琉戰事結束後，美軍在馬里亞納群島的關島、塞班島及天寧島等地修築機場，所以B-29超級堡壘轟炸機可以從這裡的空軍基地空襲日本，造成日本平民大量死傷。1945年3月開始的東京大轟炸造成8至10萬人死亡，近41平方公里的地方被焚燬，摧毀267,000棟建築物。東京大轟炸是人類歷史上最具破壞性的非核武空襲，比第二次世界大戰中任何一次軍事行動造成的傷亡都還多。美軍飛機後來可以從航空母艦及琉球群島上空襲日本，準備替後來的奧林匹克行動鋪路。
日軍無法阻止美軍空襲，民事防護也不夠充分。後來日軍從1945年4月起停止攔截美軍的轟炸機，準備保留實力來抵抗盟軍進攻日本本土。到了1945年中，日軍為了保存燃料，只能偶爾倉促的干擾B-29超級堡壘轟炸機進行單機偵察行動。日軍到了6月份已經儲備1,156,000桶航空汽油。
1945年3月東京大轟炸是第二次世界大戰中大規模戰略轟炸。3月10日6小時轟炸中，造成18萬5千名平民死亡，26萬棟房屋被毀。很多以木材興建的古老房屋被大火焚毀。

#### 原子彈爆炸
美國在英國合金管計劃（Tube Alloys）及加拿大喬克河國家實驗室（Chalk River Laboratories）的協助下，曼哈頓計劃在美國陸軍工程兵團萊斯里‧格羅夫（Leslie Groves）少將的領導下展開，準備製造史上第一顆原子彈。曼哈頓計劃當初是為了對抗1939年啟動的德國核能研究而展開，德國在1945年5月投降後，攻擊目標變更為日本。
曼哈頓計劃在洛斯阿拉莫斯国家实验室主任羅伯特·奧本海默的指揮下，終於成功研發出兩種原子彈。其中一種採用鎗式設計，使用鈾-235來引發核子連鎖反應，例如投擲在廣島的小男孩原子彈。而另一種則內爆式鈈彈，使用雷管引爆中央的球形鈈，例如投擲在長崎的胖子原子彈。新墨西哥州索科羅於1945年7月16日完成的三位一體核試。
1945年在8月6日及9日，美國在廣島與長崎投下小男孩原子彈及胖子原子彈。廣島約有90,000－166,000人因核爆而死亡 ，長崎則有60,000–80,000人死亡。

### 作戰方式

#### 戰略轟炸
對平民的戰略轟炸是意大利空權理論家朱利奧·杜黑首次提出。在他的著作《制空論》，他認為未來的軍事領袖可以利用繞過敵軍來空襲脆弱的平民，那就避免第一次世界大戰式血腥的戰壕僵局。他相信這些攻擊將造成這些人口暴動起來，推翻其政府停止轟炸。